# Abbaye de Beuerberg

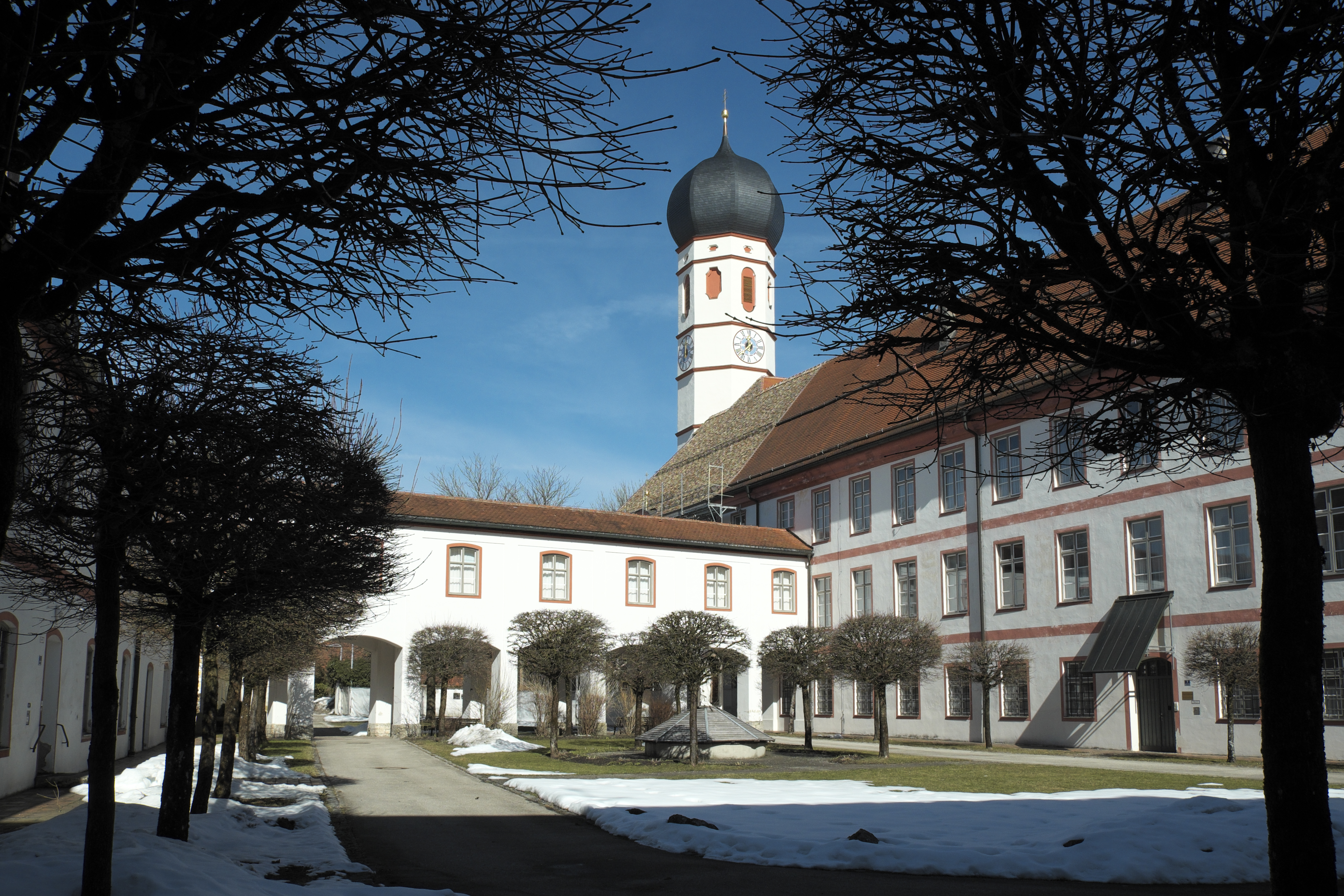
Vue de l'ancien monastère en 2015.

L'abbaye de Beuerberg (Kloster Beuerberg), est un ancien monastère de chanoines augustins situé en Bavière à Eurasburg. C'est ensuite devenu  un couvent de Visitandines, jusqu'en 2014. 

## Augustins

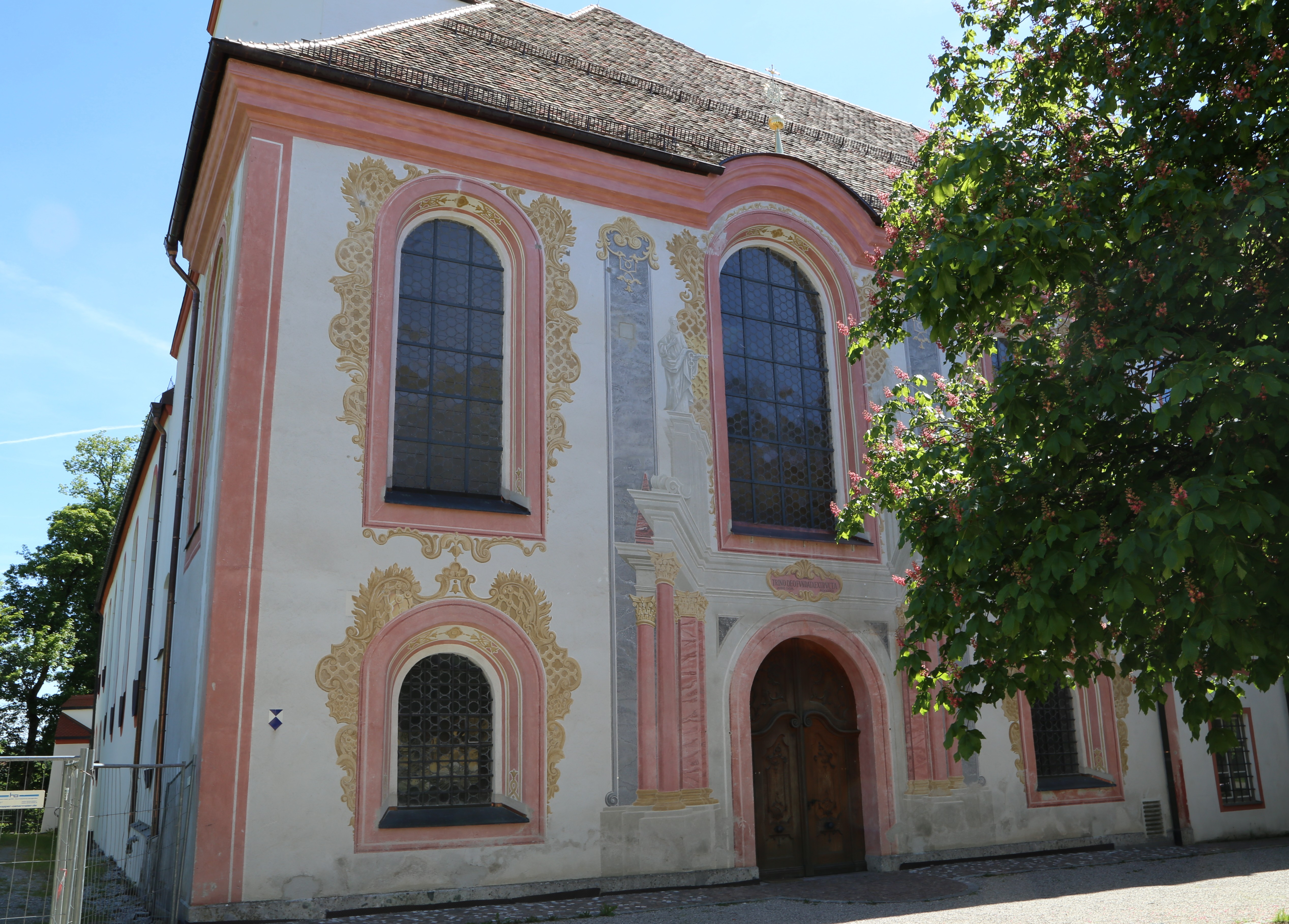
L'église Saint-Pierre-et-Saint-Paul de Beuerberg.

Le monastère est fondé vers 1120 sous le vocable de saint Pierre et saint Paul par le commte Othon d'Eurasburg. L'église est consacrée en 1127. Elle est endommagée des incendies en 1294 et en 1330 et les archives ainsi que la bibliothèque sont presque complètement détruites. C'est un monastère de petite taille, jusque dans la période de la réforme engagée par le monasère d'Indersdorf au milieu du XVe siècle, qui provoque un afflux de vocations à Beuerberg. Cependant un siècle plus tard, la Réforme protestante a pour conséquence de vider les lieux.
L'abbaye est saccagée pendant la Guerre de Trente Ans, puis elle est reconstruite dans les années 1630 dans le style baroque, soit par Isaak Paader, soit par Hans Krumpper, en s'inspirant de l'église Saint-Michel de Munich. La partie haute de la tour est construite après 1659. Le monastère passe à la congrégation du Latran en 1710 et le prieur est élevé au rang d'abbé. Les bâtiments conventuels sont encore reconstruits et rayonne par ses études dans le domaine historique et théologique. L'abbaye est dissoute en 1803 en conséquence des lois de sécularisation de la Bavière par Napoléon. Le dernier abbé, Paul Hupfauer, bibliothécaire en chef des électeurs de Bavière, devient commissaire des Bibliothèques de Bavière en 1802, puis au début de la sécularisation il assure et sécurise le transfert de milliers de volumes et manuscrits vers la Bayerische Staatsbibliothek et la bilbilothèque de l'université de Munich. L'abbatiale devient une simple église paroissiale.

## Visitandines

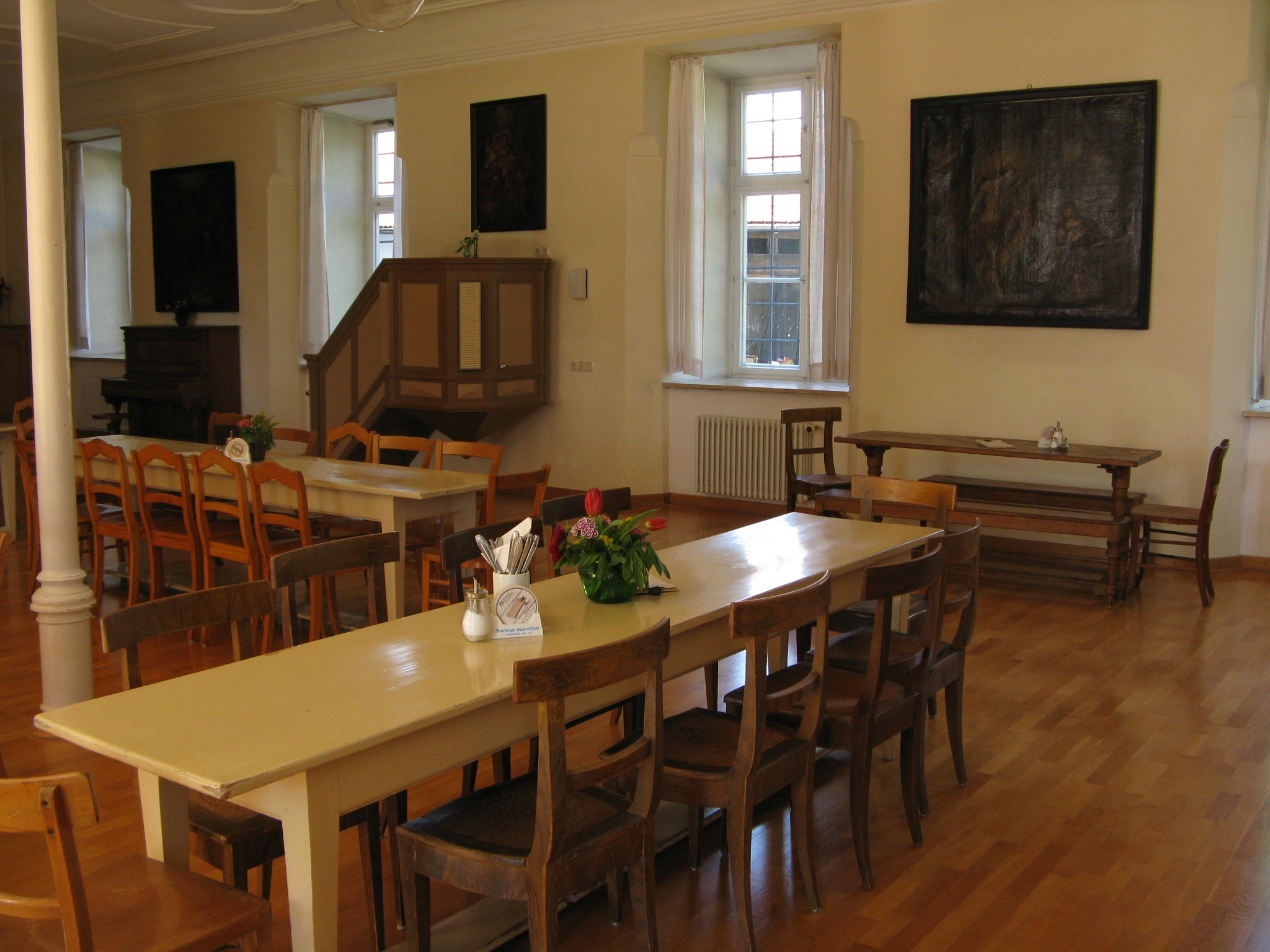
Le réfectoire de Beuerberg.

En 1835, les Visitandines de Dietramszell acquièrent l'ensemble monastique et y fondent une nouvelle communauté. Elles y dirigent un pensionnat et externat de jeunes filles entre 1846 and 1938, lorsque l'établissement est fermé par les autorités nationales-socialistes. Les religieuses y retournent après la guerre pour y ouvrir une maternité, puis une maison de retraite. 
La supérieure du monastère meurt en décembre 2013 et les bâtiments deviennent trop lourds à entretenir pour les treize religieuses âgées qui y travaillent et y demeurent. Elles déménagent donc dans une maison de retraite tenue par des franciscaines à proximité et ferment leur couvent.

## Foyer de migrants
En 2015, l'Ordre de la Visitation Sainte-Marie et l'archevêché de Munich décident ensemble d'y ouvrir un foyer pour migrants, surtout venus de Syrie, d'Irak, du Nigeria, d'Afghanistan et d'autres zones de conflits,. Le cardinal Reinhard Marx, archevêque de Munich et Freising, qui s'est toujours fait l'avocat de l'immigration, porte une nouvelle fois la cause des migrants et des demandeurs d'asile en Allemagne. L'abbaye peut accueillir une soixantaine de migrants africains ou du Proche-Orient. Mgr Peter Beer, vicaire général de l'archidiocèse, assure également que cette opération peut servir de modèle pour une centaine d'autres monastères bavarois qui faute de vocations religieuses peuvent ainsi accueillir de nouvelles populations avec l'aide de l'État.